# Négation en espéranto
Pour un article plus général, voir Négation (linguistique).
La négation en espéranto est formulable selon plusieurs méthodes : par l’utilisation du mot ne, des mots-simples en neni- ou encore du mot nek.

## Syntaxe

### Utilisation dene
« Ne » se place avant le verbe. Par exemple, « Mi ne volas danci » signifie « Je ne veux pas danser ».

### Utilisation des mots-simples enneni-
Les mots-simples en « neni » (neniam, neniu, nenie...) suffisent à exprimer la négation. Ainsi, « Mi vidas nenion » signifie « Je ne vois rien ».

### Utilisation du motnek
Le mot « nek », issu du latin « nec », signifie « ni ». Il suffit à exprimer la négation, sans « ne ». Par exemple, « Mi konas nek Adamon, nek Sofian » se traduit par « Je ne connais ni Adam, ni Sofia ».